# Клаудія Бельдербос
Клаудія Бельдербос  (нід. Claudia Belderbos, 23 січня 1985) — нідерландська веслувальниця, олімпійська медалістка.

## Виступи на Олімпіадах
| Олімпіада   | Дисципліна                     | Місце |
| ----------- | ------------------------------ | ----- |
| Лондон 2012 | вісімка розстібна зі стерновим | 3     |